# Bufo luristanicus
Bufo luristanicus là một loài cóc thuộc họ Bufonidae.
Đây là loài đặc hữu của Iran.
Môi trường sống tự nhiên của chúng là vùng cây bụi khô khu vực nhiệt đới hoặc cận nhiệt đới, đồng cỏ khô nhiệt đới hoặc cận nhiệt đới vùng đất thấp, đầm nước ngọt có nước theo mùa, đất canh tác, vùng đồng cỏ, vườn nông thôn, các vùng đô thị, và.
Chúng hiện đang bị đe dọa vì mất nơi sống.